# Людвичак, Ян
Ян Людвичак (пол. Jan Ludwiczak; 1 мая 1937, Пецна, Познанское воеводство — 11 января 2023, Катовице) — польский рабочий-шахтёр, активист профсоюза «Солидарность», председатель профорганизации шахты «Вуек».

## Рабочий в ПНР
Родился в крестьянской семье из гмины Мосина. В 1954 окончил железнодорожное училище в Познани. Работал на вагоноремонтном заводе.
Участвовал в рабочих выступлениях июня 1956, был задержан и допрошен в милицейской комендатуре. В 1958 определён в военизированный Горняцкий корпус на принудительные работы по угледобыче. Завершив эту службу, с 1960 работал шахтёром на угледобывающих предприятиях Верхней Силезии: первые пять лет – на шахте «Валенты-Вавель» в Руда-Сленска, с 1965 – на шахте «Вуек» в Катовице.
В 1975 вступил в ПОРП. Несмотря на членство в правящей компартии, придерживался антикоммунистических взглядов, был противником власти. Сотрудничал с КОС-КОР, распространял оппозиционные издания.

## Активист «Солидарности»
В августе 1980 присоединился к забастовочному движению. Стал одним из организаторов профсоюза «Солидарность», председателем профсоюзного комитета шахты «Вуек». Участвовал в общих собраниях «Солидарности» Силезско-Домбровского региона. Поддерживал радикальный антиправительственный курс председателя Катовицкого профцентра Анджея Розплоховского. В 1981 был исключён из ПОРП.

Забастовки 1956, 1970 и 1976 годов не сильно помогли. Власти заменяли партийного секретаря, а всё остальное оставалось прежним. Только 1980 год был надеждой трудящихся. Мы были счастливы и верили в лучшее, но власти уже придумали, как всё отобрать у нас.

Ян Людвичак

Как «опасный экстремист» был арестован сразу при введении военного положения 13 декабря 1981. Несколько шахтёрских активистов пытались помешать аресту и подверглись милицейскому избиению.

Это была первая кровь военного положения.

Ян Людвичак

Результатом его ареста стала забастовка на шахте «Вуек», первым требованием которой являлось освобождение Людвичака. Забастовка была подавлена силами армии, ЗОМО и Службы безопасности, при этом девять человек погибли.
В течение года содержался в различных центрах интернирования. Участвовал в бунте интернированных в Жешуве и голодовке в Угерцы Минеральны. Был освобождён 23 декабря 1982. После освобождения вновь работал на шахте, распространял листовки подпольной «Солидарности». Несколько раз задерживался и допрашивался, в декабре 1983 был избит, его дом подвергся обыску.

## В новой Польше
С января 1989 активно включился в процесс релегализации «Солидарности». Возглавлял восстановленный профком на шахте «Вуек». Вышел на пенсию в 1990. Участвовал в создании радикального профсоюза «Солидарность 80» под руководством Мариана Юрчика, однако в 1992 вышел из него.
Продолжил общественную деятельность – прежде всего в части увековечивания памяти погибших шахтёров. Он часто бывал на «Вуеке», проводил мемориальные мероприятия. Поддерживая демонтаж социализма в ПНР, однако, критиковал многое в Третьей Речи Посполитой – особенно новые профсоюзы, которые, подобно профсоюзам ПНР, «представляют хозяев, а не рабочих».

Демократия предназначена для людей высокой культуры. Мы, поляки, такой культуры пока не освоили.

Ян Людвичак

В декабре 2015, к 34-й годовщине событий на «Вуеке», президент Польши Анджей Дуда наградил Крестом Свободы и Солидарности группу шахтёров «Вуек», в том числе Яна Людвичака. Он награждён также орденом Возрождения Польши 5-й степени. 13 декабря 2016, в день 35-летия его ареста, на здании в Катовице, где проживал Людвичак, была установлена мемориальная доска.
Выведен как персонаж в фильме Казмежа Куца “Смерть как ломтик хлеба”, его роль исполнил Казимеж Боровец.
Проживал в Катовице, был женат, имел дочь. Скончался в возрасте 85 лет.